# الانتخابات العامة في البوسنة والهرسك 2010

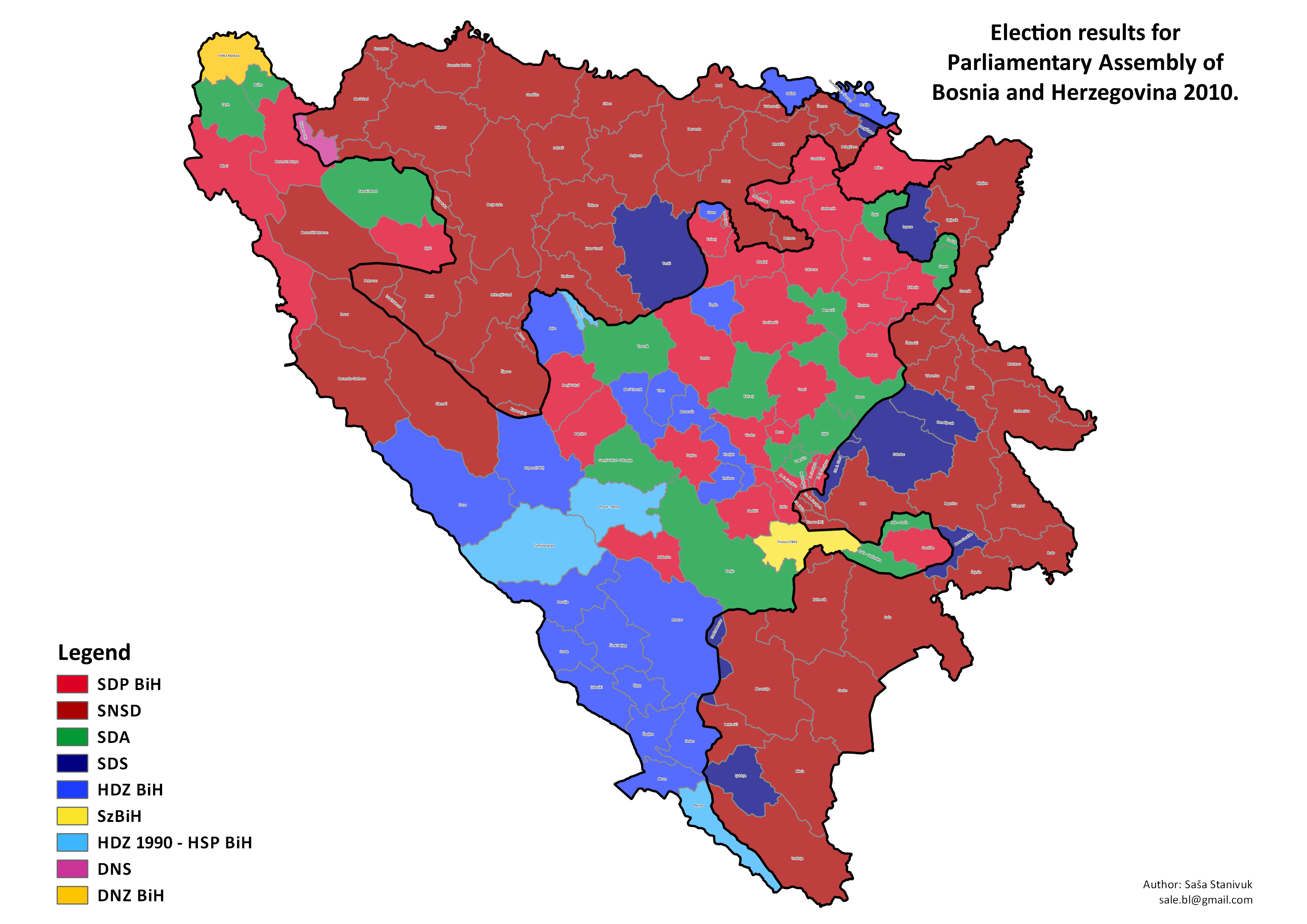
البوسنة والهرسك، خريطة الانتخابات البرلمانية عام 2010.

الانتخابات العامة في البوسنة والهرسك 2010 أجريت الانتخابات العامة في البوسنة والهرسك يوم 3 أكتوبر 2010، اختار الناخبون 42 نائبًا لمجلس النواب في اتحاد البوسنة والهرسك، و98 نائبًا لمجلس النواب في البوسنة والهرسك، وممثلين اثنين (بوسني وكرواتي) لرئاسة الدولة، وتم انتخاب مجالس محلية في عشرة كانتونات، أما في جمهورية صرب البوسنة فقد تم انتخاب 83 نائب إلى الجمعية الوطنية الصربية، وممثل الصرب من رئاسة الدولة.

## خلفية
بعد الحرب البوسنية وتوقيع اتفاقية دايتون التي أنهت الحرب، وُضع دستور للبوسنة ينظم الحياة السياسية، ففي المادة الخامسة: الرئاسة دورية ثلاثية بين الكيانات البوسنية البوشناق والكروات والصرب، كل رئيس ينتخب لمدة أربع سنوات، أما رئاسة مجلس الرئاسة فهي تناوب بين الأعضاء الثلاثة كل 8 أشهر، تبدأ بأول رئيس يحصل على أكبر عدد من الأصوات في الانتخابات.

## الرئاسة
كان هناك ثلاثة مرشحين لعضوية مجلس الرئاسة البوسني، الرئيس الحالي حارث سيلاجيتش رئيس حزب من أجل البوسنة والهرسك، وصاحب صحيفة دنيفني افاز فخر الدين رادونسيتش من حزب الاتحاد من أجل مستقبل أفضل للبوسنة والهرسك، وبكر عزت بيجوفيتش من حزب العمل الديمقراطي وهو نجل الرئيس السابق علي عزت بيغوفيتش الرئيس المؤسس للبوسنة والهرسك.
المرشح الكرواتي كان العضو الحالي زيلكو كومشيتش من الحزب الاشتراكي الديمقراطي في البوسنة والهرسك، الذي انتخب في عام 2006 عندما صوتت أعداد كبيرة من البوشناق له بدلا من التصويت لمرشح بوسني، أما المرشح الصربي فكان نيبويشا رادمانوفيتش الرئيس الحالي لتحالف الديمقراطيين الاجتماعيين المستقلين.

## النتائج
كان مجموع من يحق له الإدلاء بصوته في الانتخابات 3126599 بوسني، وكان هناك 5276 مركز اقتراع منها 4،981 مركز عادي، 145 للتصويت غيابيًا، 143 للتصويت لشخص، 7 مراكز في السفارات البوسنية في الخارج، وكان هناك أيضا 1،200 مراقب، يشمل هذا الرقم عدد 485 مراقب دولي.
أمرت اللجنة الانتخابية المركزية في البوسنة والهرسك إعادة فرز 66138 صوت من الأصوات التي أدلي بها في نهاية اليوم الانتخابي، وهذا سبب جدلًا في امكانية تغيير انتصار نيبويشا رادمانوفيتش مرشح تحالف الديمقراطيين الاجتماعيين المستقلين، الذي فاز بالمقعد الصربي من الرئاسة المركزية بهامش ضيق بلغ 9697 صوت عن ملادن إيفانيتش من حزب التقدم الديمقراطي الذي خسر بنسبة أقل من اثنين في المئة.
تم انتخاب مجلس الرئاسة البوسني المُكون من ثلاثة أشخاص هم:
- بكر عزت بيغوفيتش عن البوشناق، حصل على 34.86% من أصوات البوشناق.
- زلجكو كومستش عن الكوات، حصل على 60.61% من أصوات الكروات.
- نيبوشا رادمانوفتش عن الصرب، حصل على 48.49% من أصوات الصرب.